# Abu Tamam
Imagem imaginária de Abu Tamam, derivada de um selo emitido na República Árabe Unida no ano de 1961
Abu Tamam (Habibe ibne Aus al-Tai, em árabe: أبو تمام حبيب بن أوس, lit. 'Habib ibn Aws Al-Ta'i'); (Jasim, Síria, 804 — Mossul, 845) foi um poeta árabe do período abássida. É mais conhecido por compilar o Kitab al-Hamasah, considerado uma das maiores antologias da literatura árabe já reunidas. O Hamasah contém 10 livros de poemas, com 884 poemas no total.

## Biografia
Abu Tamam nasceu na Síria perto de Damasco em uma cidadezinha chamada Jasim (na atual Síria), a nordeste do mar de Tiberíades e perto de Daraa. Era filho de um cristão chamado Thādhūs (Tadeu ou Teodósio) que vendia vinho em Damasco. Sua vida inicial não é bem conhecida. Acredita-se que o próprio Abu Tamam tenha se convertido ao Islã, mudando o nome de seu pai para Aus e forjando uma genealogia que o ligava à tribo árabe dos taitas. Segundo Ahmad ibn Ali al-Najashi, Abu Tamam era um xiíta duodecimano, como fica evidente em alguns de seus poemas. Ele também foi contemporâneo dos imames Ali ibne Muça e de seu filho Maomé Aljauade, que ele mencionou em alguns de seus poemas.
Parece ter passado sua juventude em Homs, embora, segundo uma narrativa, tenha trabalhado durante sua infância vendendo água em uma mesquita no Cairo. Sua primeira aparição como poeta foi no Egito, mas, como não conseguiu ganhar a vida lá, foi para Damasco e depois para Moçul. De lá, procurou o patrocínio do califa Almamune, do Califado Abássida, sediado na Síria, mas não conseguiu impressioná-lo.
Em seguida, viajou em direção à parte oriental do califado, acabando por conquistar admiradores e patronos ao elogiar várias autoridades, como o governador do Emirado da Armênia, Calide ibne Iázide Axaibani, que, segundo consta, lhe dava 10 mil dirrãs em cada ocasião e financiava suas viagens. Após a morte de Almamune, o recém-famoso Abu Taman procurou uma audiência com o novo califa Almotácime, que imediatamente o colocou sob sua proteção. Depois de 833, viveu a maioria do tempo em Bagdá, na corte do califa. De Bagdá, visitou Coração, onde desfrutou da simpatia de Abdallah ibn Tahir al-Khurasani. Em aproximadamente 845, ele estava em Maarate Anumane, onde conheceu o poeta Buturi (ca. 820–897). Morreu em Moçul em 845.
Abu Tamam é mais conhecido na literatura por sua compilação de poemas antigos do século IX, conhecida como Kitab al-Hamasah. O Hamasah (em árabe: حماسة “exortação”) é uma das maiores antologias da literatura árabe já reunidas. Abu Tamam reuniu essas obras quando esteve impedido de sair de casa devido à neve intensa em Hamadã, onde teve acesso a uma excelente biblioteca pertencente a Abu al-Wafa Ibn Salama. Há dez livros de poemas no Hamasah, todos classificados por assunto. Alguns deles são seleções de poemas longos. Esse é um dos tesouros da poesia árabe antiga, e os poemas são de excepcional beleza. Uma antologia posterior com o mesmo nome foi compilada pelo poeta Buturi, e o termo é usado nos tempos modernos para significar “épico heroico”.
O famoso poeta Buturi, que foi aluno e contemporâneo de Abu Tamam, também era membro da tribo árabe dos taitas. Na literatura árabe, esses dois poetas foram frequentemente comparados um com o outro. Geralmente, Abu Tamam é aceito como o representante do estilo de poesia artificial (masnû). Por outro lado, seu aluno Buturi é geralmente considerado o representante do gênero de poesia natural (matbû).
Duas outras coleções de natureza semelhante são atribuídas a Abu Tamam. Seus próprios poemas foram um pouco negligenciados devido ao sucesso de suas compilações, mas gozavam de grande reputação em sua vida. Seus poemas refletem uma ruptura estilística com os conceitos orais predominantes da poesia árabe, muitas vezes descrevendo eventos históricos e pessoas. Eles foram distinguidos pela pureza de seu estilo, pelo mérito do verso e pela excelente maneira de tratar os assuntos, e associados à filosofia mutazilita predominante do período abássida. Seus poemas foram publicados no Cairo em 1875.
Segundo o poeta Adonis, Abu Tamam “partiu de uma visão da poesia como uma espécie de criação do mundo por meio da linguagem, comparando a relação entre o poeta e a palavra com a relação entre dois amantes, e o ato de compor poesia com o ato sexual”.